# Xã Coldsprings, Michigan
Xã Coldsprings (tiếng Anh: Coldsprings Township) là một xã thuộc quận Kalkaska, tiểu bang Michigan, Hoa Kỳ. Năm 2010, dân số của xã này là 1.464 người.